# Stadsfullmäktigevalen i Sverige 1918
Stadsfullmäktigevalet i Sverige 1918 genomfördes i december 1918. I Tranås, Ludvika och Boden som valde för första gången skedde detta dock i januari 1918. Vid detta val valdes och halva stadsfullmäktige i 81 av 106 stadskommuner. Valet påverkade också på sikt första kammarens sammansättning.
Tänket var att halva antalet fullmäktige skulle väljas detta år på en fyraårig mandatperiod, så skulle den andra halvan väljas efter två år och så vidare. Så blev dock inte fallet när ett nyval till alla kommunfullmäktige och stadsfullmäktige ägde rum 1919 och samtliga mandat löpte ut.
Innan nyvalet 1919 tillämpades varken allmän eller lika rösträtt. Istället baserades röstetalen på medborgarnas inkomst vilket, som av tabellen framgår, ofta gynnade den politiska högern.

## Valresultat
| Parti                | Parti                                    | Antal röster | Antal röster | Röstetal  | Röstetal | Röstetal | Mandatfördelning | Mandatfördelning | Mandatfördelning | Mandatfördelning |
| Parti                | Parti                                    | Antal        | %            | Antal     | %        | +−       | Nyvalda          | Kvar- stående    | Totalt           | +−               |
| -------------------- | ---------------------------------------- | ------------ | ------------ | --------- | -------- | -------- | ---------------- | ---------------- | ---------------- | ---------------- |
|                      | Allmänna valmansförbundet                | 52 689       | 38,3         | 1 229 334 | 46,6     | -7,7     | 625              | 1 028            | 1 653            | -69              |
|                      | Socialdemokraterna                       | 52 485       | 38,2         | 810 558   | 30,7     | +8,1     | 296              | 346              | 642              | +103             |
|                      | Liberala samlingspartiet                 | 27 358       | 19,9         | 520 576   | 19,8     | -2,1     | 242              | 381              | 623              | -5               |
|                      | Sveriges socialdemokratiska vänsterparti | 3 509        | 2,6          | 53 181    | 2,0      | +2,0     | 26               | 10               | 36               | +26              |
|                      | Övriga partier                           | 1 416        | 1,0          | 23 582    | 0,9      | —        | 95               | 103              | 198              | —                |
|                      | Övriga kandidater                        | 72           | 0,0          | 1 072     | 0,0      | —        | 95               | 103              | 198              | —                |
| Antal giltiga röster | Antal giltiga röster                     | 137 529      | 100          | 2 638 303 | 100      |          | 1 284            | 1 868            | 3 152            | +121             |
| Ogiltiga röster      | Ogiltiga röster                          | 330          |              |           |          |          |                  |                  |                  |                  |
| Totalt               | Totalt                                   | 137 859      |              |           |          |          |                  |                  |                  |                  |

## Valda i de landstingsfria städerna
| Göteborg | Göteborg                  | Göteborg | Göteborg |
| Parti    | Parti                     | Mandat   | Mandat   |
| Parti    | Parti                     | Antal    | +−       |
| -------- | ------------------------- | -------- | -------- |
|          | Allmänna valmansförbundet | 23       | -5       |
|          | Socialdemokraterna        | 21       | +6       |
|          | Liberala samlingspartiet  | 16       | -1       |
| Totalt   | Totalt                    | 60       | +-0      |

| Malmö  | Malmö                     | Malmö  | Malmö  |
| Parti  | Parti                     | Mandat | Mandat |
| Parti  | Parti                     | Antal  | +−     |
| ------ | ------------------------- | ------ | ------ |
|        | Allmänna valmansförbundet | 31     | -4     |
|        | Socialdemokraterna        | 23     | +4     |
| Totalt | Totalt                    | 54     | +-0    |

| Norrköping | Norrköping                | Norrköping | Norrköping |
| Parti      | Parti                     | Mandat     | Mandat     |
| Parti      | Parti                     | Antal      | +−         |
| ---------- | ------------------------- | ---------- | ---------- |
|            | Allmänna valmansförbundet | 42         | -1         |
|            | Socialdemokraterna        | 13         | +4         |
|            | Liberala samlingspartiet  | 4          | +1         |
| Totalt     | Totalt                    | 59         | +4         |

| Helsingborg | Helsingborg               | Helsingborg | Helsingborg |
| Parti       | Parti                     | Mandat      | Mandat      |
| Parti       | Parti                     | Antal       | +−          |
| ----------- | ------------------------- | ----------- | ----------- |
|             | Allmänna valmansförbundet | 24          | -2          |
|             | Socialdemokraterna        | 17          | +5          |
|             | Liberala samlingspartiet  | 5           | +1          |
| Totalt      | Totalt                    | 46          | +4          |

| Gävle  | Gävle                     | Gävle  | Gävle  |
| Parti  | Parti                     | Mandat | Mandat |
| Parti  | Parti                     | Antal  | +−     |
| ------ | ------------------------- | ------ | ------ |
|        | Allmänna valmansförbundet | 22     | -2     |
|        | Socialdemokraterna        | 14     | +2     |
|        | Liberala samlingspartiet  | 9      | +-0    |
| Totalt | Totalt                    | 45     | +-0    |